# Civitella Alfedena
Civitella Alfedena ist eine Gemeinde (comune) der Region Abruzzen und der Provinz L’Aquila in Italien und zählt (Stand 31. Dezember 2023) 294 Einwohner. Die Gemeinde liegt etwa 79,5 Kilometer südsüdöstlich von L’Aquila im Nationalpark Abruzzen, Latium und Molise am Lago di Barrea, der durch die Aufstauung des Sangro entstand. 

## Gemeindepartnerschaften
- Canal San Bovo, Trentino

## Verkehr
Durch die Gemeinde führt die Strada Statale 83 Marsicana von Cerchio nach Scontrone.